# Platymetopius betpakdalensis
Platymetopius betpakdalensis är en insektsart som beskrevs av Alexander Fyodorovich Emeljanov 1964. Platymetopius betpakdalensis ingår i släktet Platymetopius och familjen dvärgstritar. Inga underarter finns listade i Catalogue of Life.